# Região Oeste (Estados Unidos)
O Oeste Americano (inglês: American West), chamado em algumas ocasiões de "O Oeste", é uma região dos Estados Unidos que inclui os estados ao oeste do Rio Mississippi. Esta definição foi variando ao longo do tempo devido à expansão territorial dos Estados Unidos como nação para o Oceano Pacífico.
A região Oeste dos Estados Unidos é uma região vasta e diversa, que inclui estados como Califórnia, Óregon, Washington, Nevada, Idaho, Montana, Wyoming, Colorado, Utah, Arizona, Novo México e Alasca. Esta região é conhecida por sua beleza natural deslumbrante, que inclui montanhas majestosas, vastos desertos, florestas densas, rios sinuosos e praias deslumbrantes.
A região Oeste dos EUA tem sido historicamente conhecida por seu papel na expansão territorial do país, incluindo a corrida do ouro da Califórnia e a exploração da fronteira no século XIX. Hoje em dia, é uma das regiões mais populares dos EUA para turismo, aventura e atividades ao ar livre.
Algumas das atrações turísticas mais famosas da região Oeste incluem o Grand Canyon, Yosemite, Yellowstone, Zion, Arches e Parques Nacionais de Canyonlands, as praias ensolaradas da Califórnia, a vida noturna vibrante de Las Vegas, as cidades animadas de Seattle e Denver e muito mais.
A região Oeste também é um centro de inovação tecnológica, com grandes empresas de tecnologia como Google, Apple, Facebook e Amazon tendo sua sede na área da Baía de São Francisco.
Cada estado da região Oeste tem sua própria personalidade e cultura única, mas, em geral, é uma região que valoriza a liberdade, a individualidade e a aventura.

## Outras informações
Além das atrações turísticas populares mencionadas anteriormente, a região Oeste dos Estados Unidos também é conhecida por suas vastas extensões de terras públicas, como as florestas nacionais e as áreas de conservação, onde os visitantes podem explorar a natureza intocada e desfrutar de atividades ao ar livre como caminhadas, acampamentos, esqui, snowboard, pesca, caiaque, rafting, mountain bike e muito mais.
A região Oeste também é rica em história e cultura indígena americana, com muitas tribos nativas americanas mantendo suas tradições e estilo de vida há milhares de anos. A região também abriga muitas cidades universitárias vibrantes, incluindo Berkeley, Stanford, Boulder e Flagstaff, que são centros de pesquisa e inovação em uma ampla gama de áreas acadêmicas. Além disso, a região Oeste dos EUA é conhecida por sua gastronomia diversa e de alta qualidade, com muitos restaurantes premiados e chefs famosos baseados em cidades como San Francisco, Portland, Seattle e Denver. A região também é um importante centro de produção de vinhos, com muitas vinícolas premiadas localizadas em todo o norte da Califórnia e Óregon.
A região Oeste dos Estados Unidos é uma região vasta e diversa, com uma rica história, cultura e paisagem natural deslumbrante, que atrai visitantes de todo o mundo em busca de aventura, beleza e inovação. É também um importante centro de produção de energia renovável, particularmente em energia eólica e solar. Estados como Califórnia e Nevada lideram o caminho em tecnologias de energia limpa, com grandes projetos de energia renovável em operação e em desenvolvimento.
Além disso, a região Oeste é também o lar de muitas comunidades de artistas e músicos, especialmente nas cidades de San Francisco, Portland e Seattle. Essas comunidades produzem muitos artistas famosos em uma variedade de gêneros, incluindo rock, folk, jazz, hip-hop e eletrônico.
Outra característica distintiva da região Oeste é a sua diversidade étnica e cultural, que tem sido influenciada por uma longa história de migração e imigração. A região tem visto a chegada de imigrantes de todo o mundo, incluindo da Ásia, América Latina, Europa e Oriente Médio, que trouxeram consigo suas próprias culturas e tradições.
A região também tem um clima variado, com regiões desérticas quentes, florestas frias e úmidas, altas montanhas com neve e praias ensolaradas. Isso permite uma ampla gama de atividades ao ar livre e paisagens para os visitantes explorarem e desfrutarem.